# Gymnopis
Gymnopis is een geslacht van wormsalamanders (Gymnophiona) uit de familie Dermophiidae. De groep werd voor het eerst wetenschappelijk beschreven door Wilhelm Peters in 1874.
Er zijn twee soorten die voorkomen in delen van Midden-Amerika en leven in Guatemala tot Panama.

## Soorten
Geslacht Gymnopis
- Soort Gymnopis multiplicata
- Soort Gymnopis syntrema